# Il campanello

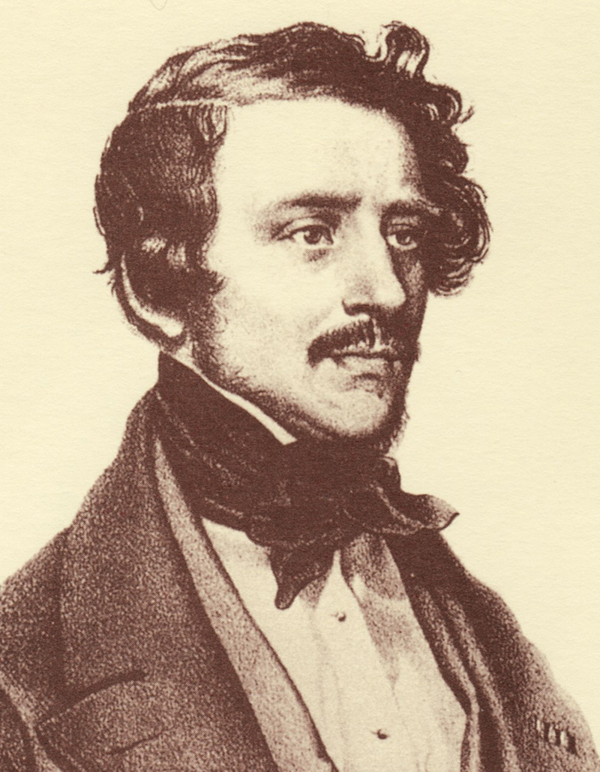
Gaetano Donizetti.

Il campanello (Klockan) är en italiensk opera i en akt med musik av Gaetano Donizetti. Librettot skrevs av tonsättaren efter Mathieu-Barthélemy Troin, Léon Lévy Brunswick och Victor Lhéries franska vaudeville La sonnette de nuit (1836). Alternativa titlar är Il campanello di notte (Nattklockan) eller Il campanello dello speziale (Apotekarklockan).

## Historia
Operan kom till på bara en vecka för att rädda en impressario från ekonomisk ruin. Den uruppfördes den 1 juni 1836 på Teatro Nuovo i Neapel. Den blev en stor succé och uppförs fortfarande då och då. Svensk premiär den 14 maj 1976 på Operahögskolan i Stockholm.

## Personer
- Serafina, en ung brud (sopran)
- Don Annibale Pistacchio, apotekare, hennes make (bas)
- Spiridione, Don Annibales tjänare (tenor)
- Madama Rosa, Serafinas tant (mezzosopran)
- Enrico, Serafinas kusin (baryton)

## Handling
Apotekaren don Annibale Pistacchio har gift sig med den vackra unga Serafina till stor förtrytelse för Enrico, som själv hade gjort sig förhoppningar. För att hindra brudgummen från att njuta bröllopsnatten kommer han i otaliga förklädnader, ringer på nattklockan och beställer komplicerad medicin, tills don Annibale klockan fem på morgonen blir tvungen att resa till ett viktigt möte i Rom. 